# Музейная набережная

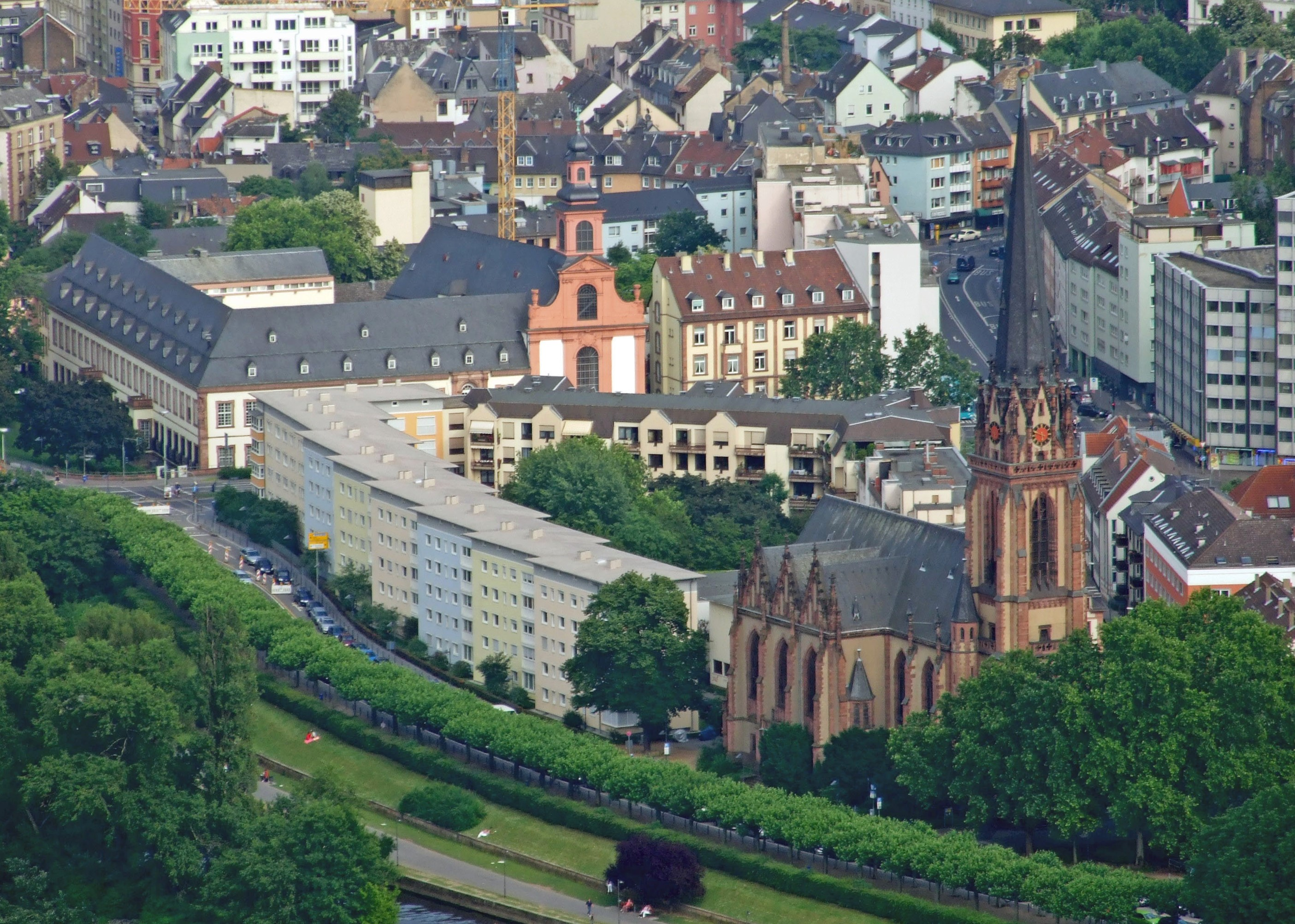
Первая часть Брюккен-штрассе (Brueckenstrasse)

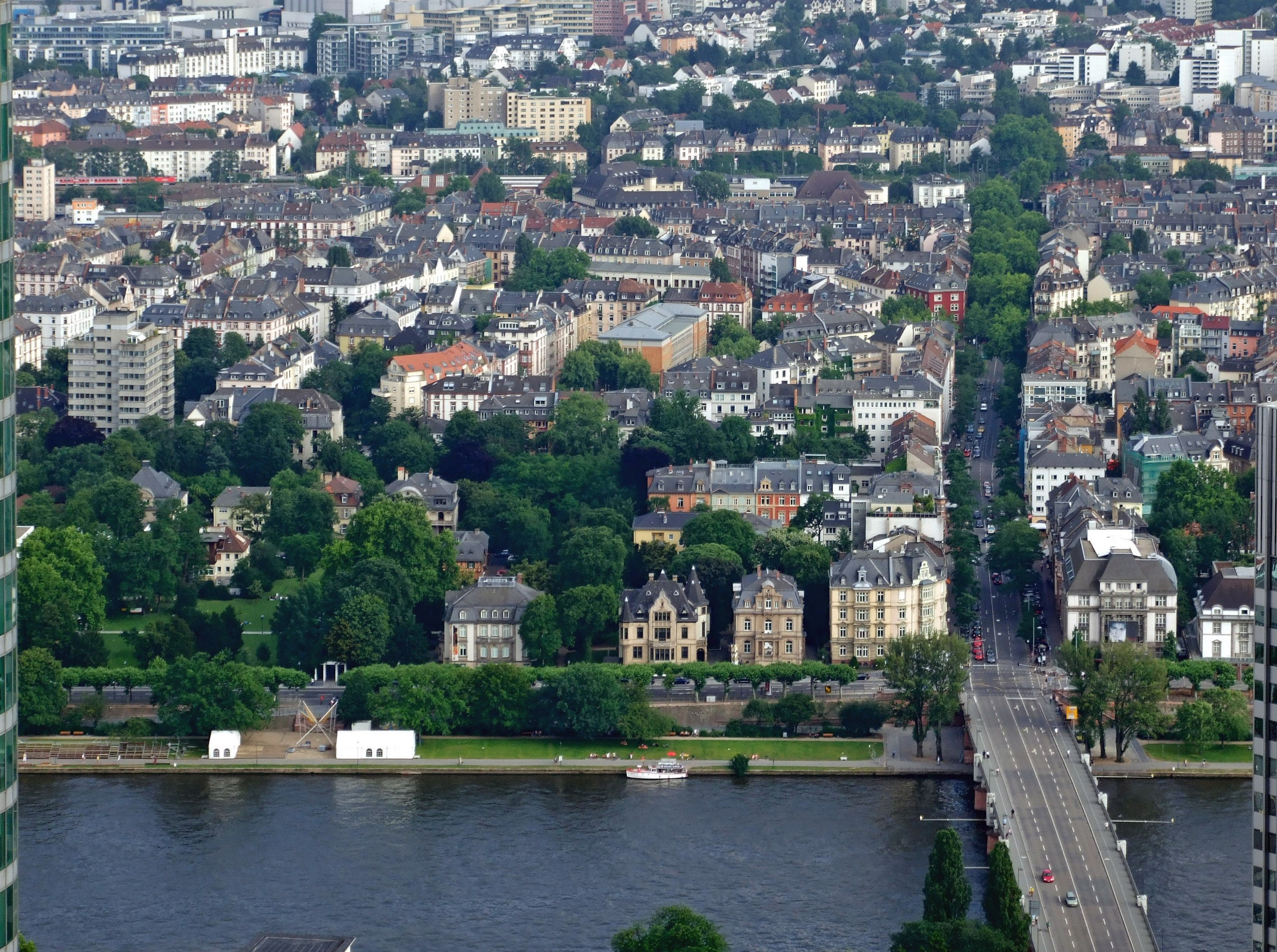
2-я (средняя) часть, слева и справа от Швайцер-штрассе (Schweizer Strasse)

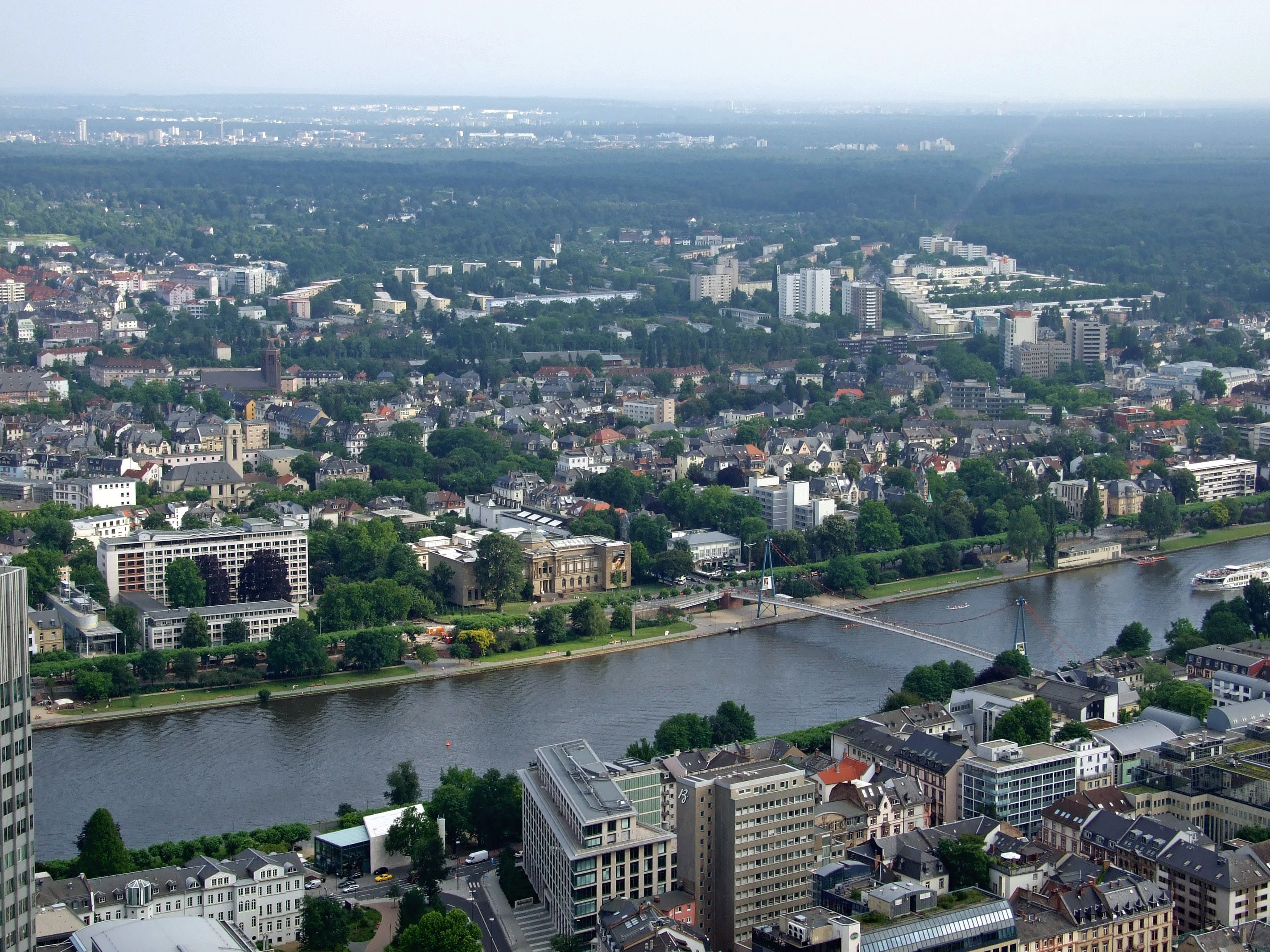
Последняя часть, до Музей Гирша.

Музейная набережная, или Набережная музеев (нем. Museumsufer), — набережная южного берега реки Майн во Франкфурте. Находится в районе Заксенхаузен, идёт от пешеходного моста Айзернер-Штег до моста Фриденсбрюкке.
Набережная названа так потому, что на ней расположено 26 музеев. Она является культурным центром Франкфурта, местом проведения различных культурных событий, — в последние выходные августа здесь проводится «Праздник на Музейной набережной», а весной — «Ночь музеев», во время которой музеи работают всю ночь.
Улица Шауманкай (нем. Schaumainkai), на которой располагаются музеи, частично перекрывается для дорожного движения по субботам из-за проведения крупнейшего во Франкфурте «блошиного рынка».

## Южный берег
С востока на запад:
- Музей икон (нем. Ikonenmuseum) — в экспозиции музея одна из крупнейших в Германии коллекций русских, болгарских, греческих и других икон.
- Музей прикладного искусства (нем. Museum für Angewandte Kunst) — в экспозиции музея мебель и другие произведения искусства с X по XXI век, включая замечательную коллекцию прикладного искусства Восточной Азии.
- Музей мировых культур[англ.] (нем. Museum der Weltkulturen) — этнологический музей, экспонируется постоянно меняющаяся небольшая часть огромной этнологической коллекции.
- Немецкий киномузей[англ.] (нем. Deutsches Filmmuseum) — в экспозиции экспонаты показывающие развитие кинематографа с XIX века и до наших дней.
- Немецкий музей архитектуры (нем. Deutsches Architekturmuseum) — постоянно меняющаяся экспозиция представляющая мировые архитектурные проекты и тренды.
- Музей коммуникаций (нем. Museum für Kommunikation) — большая коллекция экспонатов почтовых и телефонных служб, включая крупнейшую в мире коллекцию почтовых марок.
- Штеделевский художественный институт (нем. Städel) — один из самых известных немецких художественных музеев со специализацией на мастерах старой школы и классическом современном искусстве.
- Музей скульптуры (нем. Liebieghaus) — коллекция скульптуры, со времён Древней Греции до эпохи ренессанса.
- Музей Гирша[англ.] (нем. Museum Giersch) — художественная галерея с небольшой постоянной коллекцией произведений местных художников XIX века и отдельных меняющихся выставок местных художников.
- Портикус (нем. Portikus) — небольшая выставочная площадка для современного искусства.

## Северный берег
С востока на запад:
- Еврейский музей Франкфурта[англ.] (нем. Jüdische Museum der Stadt Frankfurt am Main) — постоянная экспозиция о жизни еврейской коммуны во Франкфурте на протяжении веков. Временные выставки современного еврейского искусства.
- Исторический музей (нем. Historisches Museum) — огромная экспозиция около 600 тысяч артефактов истории Франкфурта от времён Древнего Рима до наших дней.